# كرة القدم في الألعاب الأولمبية الصيفية 2012
كرة القدم في الألعاب الأولمبية الصيفية 2012 (بالإنجليزية: Football at the 2012 Summer Olympics) هي مسابقة من المقرر إقامتها في لندن ومدن أخرى متعددة في المملكة المتحدة، من 25 يوليو إلى 11 أغسطس. النهائي سوف يُلعب على ملعب ويمبلي. الاتحادات المنتسبة إلى الفيفا مدعوون لإرسال كامل فرقهم الوطنية للسيدات والرجال تحت-23 سنة للمشاركة. فرق الرجال مسموح لها لتدعيم تشكيلتها بثلاثة لاعبين فوق العمر 23. من المتوقع أن يشارك 504 لاعب كرة قدم لمجموعتين من الميداليات الذهبية.
لهذه الألعاب، سوف يتنافس الرجال في مسابقة تضم 16 فريق، والسيدات في مسابقة تضم 12 فريق. المباريات التمهيدية لكرة القدم ستبدأ فعلياً قبل حفل افتتاح الألعاب بيومين -يوم 27 يوليو-.

## الأماكن
في الوقت الحالي، هناك ستة ملاعب سوف تستضيف المباريات:
| لندن    | ملعب ويمبلي        | 90,000 | ملعب ويمبلي أولد ترافورد ملعب الألفية سانت جيمس بارك هامبدن بارك ملعب مدينة كوفنتريكرة القدم في الألعاب الأولمبية الصيفية 2012 (المملكة المتحدة) | ملعب ويمبلي أولد ترافورد ملعب الألفية سانت جيمس بارك هامبدن بارك ملعب مدينة كوفنتريكرة القدم في الألعاب الأولمبية الصيفية 2012 (المملكة المتحدة) | ملعب ويمبلي أولد ترافورد ملعب الألفية سانت جيمس بارك هامبدن بارك ملعب مدينة كوفنتريكرة القدم في الألعاب الأولمبية الصيفية 2012 (المملكة المتحدة) | ملعب ويمبلي أولد ترافورد ملعب الألفية سانت جيمس بارك هامبدن بارك ملعب مدينة كوفنتريكرة القدم في الألعاب الأولمبية الصيفية 2012 (المملكة المتحدة) | ملعب ويمبلي أولد ترافورد ملعب الألفية سانت جيمس بارك هامبدن بارك ملعب مدينة كوفنتريكرة القدم في الألعاب الأولمبية الصيفية 2012 (المملكة المتحدة) | ملعب ويمبلي أولد ترافورد ملعب الألفية سانت جيمس بارك هامبدن بارك ملعب مدينة كوفنتريكرة القدم في الألعاب الأولمبية الصيفية 2012 (المملكة المتحدة) | ملعب ويمبلي أولد ترافورد ملعب الألفية سانت جيمس بارك هامبدن بارك ملعب مدينة كوفنتريكرة القدم في الألعاب الأولمبية الصيفية 2012 (المملكة المتحدة) |
| مانشستر | ملعب أولد ترافورد  | 76,212 | ملعب ويمبلي أولد ترافورد ملعب الألفية سانت جيمس بارك هامبدن بارك ملعب مدينة كوفنتريكرة القدم في الألعاب الأولمبية الصيفية 2012 (المملكة المتحدة) | ملعب ويمبلي أولد ترافورد ملعب الألفية سانت جيمس بارك هامبدن بارك ملعب مدينة كوفنتريكرة القدم في الألعاب الأولمبية الصيفية 2012 (المملكة المتحدة) | ملعب ويمبلي أولد ترافورد ملعب الألفية سانت جيمس بارك هامبدن بارك ملعب مدينة كوفنتريكرة القدم في الألعاب الأولمبية الصيفية 2012 (المملكة المتحدة) | ملعب ويمبلي أولد ترافورد ملعب الألفية سانت جيمس بارك هامبدن بارك ملعب مدينة كوفنتريكرة القدم في الألعاب الأولمبية الصيفية 2012 (المملكة المتحدة) | ملعب ويمبلي أولد ترافورد ملعب الألفية سانت جيمس بارك هامبدن بارك ملعب مدينة كوفنتريكرة القدم في الألعاب الأولمبية الصيفية 2012 (المملكة المتحدة) | ملعب ويمبلي أولد ترافورد ملعب الألفية سانت جيمس بارك هامبدن بارك ملعب مدينة كوفنتريكرة القدم في الألعاب الأولمبية الصيفية 2012 (المملكة المتحدة) | ملعب ويمبلي أولد ترافورد ملعب الألفية سانت جيمس بارك هامبدن بارك ملعب مدينة كوفنتريكرة القدم في الألعاب الأولمبية الصيفية 2012 (المملكة المتحدة) |
| كارديف  | ملعب الألفية       | 74,500 | ملعب ويمبلي أولد ترافورد ملعب الألفية سانت جيمس بارك هامبدن بارك ملعب مدينة كوفنتريكرة القدم في الألعاب الأولمبية الصيفية 2012 (المملكة المتحدة) | ملعب ويمبلي أولد ترافورد ملعب الألفية سانت جيمس بارك هامبدن بارك ملعب مدينة كوفنتريكرة القدم في الألعاب الأولمبية الصيفية 2012 (المملكة المتحدة) | ملعب ويمبلي أولد ترافورد ملعب الألفية سانت جيمس بارك هامبدن بارك ملعب مدينة كوفنتريكرة القدم في الألعاب الأولمبية الصيفية 2012 (المملكة المتحدة) | ملعب ويمبلي أولد ترافورد ملعب الألفية سانت جيمس بارك هامبدن بارك ملعب مدينة كوفنتريكرة القدم في الألعاب الأولمبية الصيفية 2012 (المملكة المتحدة) | ملعب ويمبلي أولد ترافورد ملعب الألفية سانت جيمس بارك هامبدن بارك ملعب مدينة كوفنتريكرة القدم في الألعاب الأولمبية الصيفية 2012 (المملكة المتحدة) | ملعب ويمبلي أولد ترافورد ملعب الألفية سانت جيمس بارك هامبدن بارك ملعب مدينة كوفنتريكرة القدم في الألعاب الأولمبية الصيفية 2012 (المملكة المتحدة) | ملعب ويمبلي أولد ترافورد ملعب الألفية سانت جيمس بارك هامبدن بارك ملعب مدينة كوفنتريكرة القدم في الألعاب الأولمبية الصيفية 2012 (المملكة المتحدة) |
| نيوكاسل | سانت جيمس بارك     | 52,387 | ملعب ويمبلي أولد ترافورد ملعب الألفية سانت جيمس بارك هامبدن بارك ملعب مدينة كوفنتريكرة القدم في الألعاب الأولمبية الصيفية 2012 (المملكة المتحدة) | ملعب ويمبلي أولد ترافورد ملعب الألفية سانت جيمس بارك هامبدن بارك ملعب مدينة كوفنتريكرة القدم في الألعاب الأولمبية الصيفية 2012 (المملكة المتحدة) | ملعب ويمبلي أولد ترافورد ملعب الألفية سانت جيمس بارك هامبدن بارك ملعب مدينة كوفنتريكرة القدم في الألعاب الأولمبية الصيفية 2012 (المملكة المتحدة) | ملعب ويمبلي أولد ترافورد ملعب الألفية سانت جيمس بارك هامبدن بارك ملعب مدينة كوفنتريكرة القدم في الألعاب الأولمبية الصيفية 2012 (المملكة المتحدة) | ملعب ويمبلي أولد ترافورد ملعب الألفية سانت جيمس بارك هامبدن بارك ملعب مدينة كوفنتريكرة القدم في الألعاب الأولمبية الصيفية 2012 (المملكة المتحدة) | ملعب ويمبلي أولد ترافورد ملعب الألفية سانت جيمس بارك هامبدن بارك ملعب مدينة كوفنتريكرة القدم في الألعاب الأولمبية الصيفية 2012 (المملكة المتحدة) | ملعب ويمبلي أولد ترافورد ملعب الألفية سانت جيمس بارك هامبدن بارك ملعب مدينة كوفنتريكرة القدم في الألعاب الأولمبية الصيفية 2012 (المملكة المتحدة) |
| غلاسكو  | هامبدن بارك        | 52,103 | ملعب ويمبلي أولد ترافورد ملعب الألفية سانت جيمس بارك هامبدن بارك ملعب مدينة كوفنتريكرة القدم في الألعاب الأولمبية الصيفية 2012 (المملكة المتحدة) | ملعب ويمبلي أولد ترافورد ملعب الألفية سانت جيمس بارك هامبدن بارك ملعب مدينة كوفنتريكرة القدم في الألعاب الأولمبية الصيفية 2012 (المملكة المتحدة) | ملعب ويمبلي أولد ترافورد ملعب الألفية سانت جيمس بارك هامبدن بارك ملعب مدينة كوفنتريكرة القدم في الألعاب الأولمبية الصيفية 2012 (المملكة المتحدة) | ملعب ويمبلي أولد ترافورد ملعب الألفية سانت جيمس بارك هامبدن بارك ملعب مدينة كوفنتريكرة القدم في الألعاب الأولمبية الصيفية 2012 (المملكة المتحدة) | ملعب ويمبلي أولد ترافورد ملعب الألفية سانت جيمس بارك هامبدن بارك ملعب مدينة كوفنتريكرة القدم في الألعاب الأولمبية الصيفية 2012 (المملكة المتحدة) | ملعب ويمبلي أولد ترافورد ملعب الألفية سانت جيمس بارك هامبدن بارك ملعب مدينة كوفنتريكرة القدم في الألعاب الأولمبية الصيفية 2012 (المملكة المتحدة) | ملعب ويمبلي أولد ترافورد ملعب الألفية سانت جيمس بارك هامبدن بارك ملعب مدينة كوفنتريكرة القدم في الألعاب الأولمبية الصيفية 2012 (المملكة المتحدة) |
| كوفنتري | ملعب مدينة كوفنتري | 32,609 | ملعب ويمبلي أولد ترافورد ملعب الألفية سانت جيمس بارك هامبدن بارك ملعب مدينة كوفنتريكرة القدم في الألعاب الأولمبية الصيفية 2012 (المملكة المتحدة) | ملعب ويمبلي أولد ترافورد ملعب الألفية سانت جيمس بارك هامبدن بارك ملعب مدينة كوفنتريكرة القدم في الألعاب الأولمبية الصيفية 2012 (المملكة المتحدة) | ملعب ويمبلي أولد ترافورد ملعب الألفية سانت جيمس بارك هامبدن بارك ملعب مدينة كوفنتريكرة القدم في الألعاب الأولمبية الصيفية 2012 (المملكة المتحدة) | ملعب ويمبلي أولد ترافورد ملعب الألفية سانت جيمس بارك هامبدن بارك ملعب مدينة كوفنتريكرة القدم في الألعاب الأولمبية الصيفية 2012 (المملكة المتحدة) | ملعب ويمبلي أولد ترافورد ملعب الألفية سانت جيمس بارك هامبدن بارك ملعب مدينة كوفنتريكرة القدم في الألعاب الأولمبية الصيفية 2012 (المملكة المتحدة) | ملعب ويمبلي أولد ترافورد ملعب الألفية سانت جيمس بارك هامبدن بارك ملعب مدينة كوفنتريكرة القدم في الألعاب الأولمبية الصيفية 2012 (المملكة المتحدة) | ملعب ويمبلي أولد ترافورد ملعب الألفية سانت جيمس بارك هامبدن بارك ملعب مدينة كوفنتريكرة القدم في الألعاب الأولمبية الصيفية 2012 (المملكة المتحدة) |

## تصفيات الرجال
انظر 
| المسابقة                          | التاريخ المتوقع للانتهاء | المكان1                  | المقاعد | المتأهل                                             |
| --------------------------------- | ------------------------ | ------------------------ | ------- | --------------------------------------------------- |
| الدولة المضيفة                    |                          |                          | 1       | المملكة المتحدة                                     |
| مسابقة آسيا التمهيدية             | 14 مارس 2012             | –                        | 3       | اليابان · الإمارات العربية المتحدة · كوريا الجنوبية |
| مسابقة أفريقيا التمهيدية          | 18 ديسمبر 2011           | المغرب                   | 3       | الغابون · المغرب · مصر                              |
| مسابقة الكونكاكاف التمهيدية       | مارس 2012                | الولايات المتحدة         | 2       | المكسيك · هندوراس                                   |
| بطولة أمريكا الجنوبية للشباب 2011 | 12 فبراير 2011           | بيرو                     | 2       | البرازيل · الأوروغواي                               |
| مسابقة أوقيانوسيا التمهيدية       | 25 مارس 2012             | نيوزيلندا                | 1       | نيوزيلندا                                           |
| بطولة أوروبا تحت-21 2011          | 25 يونيو 2011            | الدنمارك                 | 3       | إسبانيا · سويسرا · بيلاروس                          |
| ملحق آسيا-أفريقيا                 | 12 إبريل 2012            | كوفنتري، المملكة المتحدة | 1       | السنغال                                             |
| المجموع                           |                          |                          | 16      |                                                     |

## تصفيات السيدات
يجوز لكل لجنة أولمبية وطنية اشراك فريق للسيدات في مسابقة كرة القدم.

انظر 
| طريقة التأهل                                     | تاريخ الانتهاء المتوقع | المكان    | المقاعد | المتأهل                  |
| ------------------------------------------------ | ---------------------- | --------- | ------- | ------------------------ |
| البلد المضيف                                     |                        | —         | 1       | المملكة المتحدة          |
| مسابقة آسيا التمهيدية                            | 11 سبتمبر 2011         | الصين     | 2       | اليابان · كوريا الشمالية |
| مسابقة أفريقيا التمهيدية                         | 22 أكتوبر 2011         | —         | 2       | جنوب إفريقيا · الكاميرون |
| مسابقة الكونكاكاف التمهيدية                      | 29 يناير 2012          | كندا      | 2       | الولايات المتحدة · كندا  |
| مسابقة الكونميبول                                | 21 نوفمبر 2010         | الإكوادور | 2       | البرازيل · كولومبيا      |
| مسابقة أوقيانوسيا التمهيدية                      | 4 أبريل 2012           | —         | 1       | نيوزيلندا                |
| (يويفا) بطولة كأس العالم لكرة القدم للسيدات 2011 | 17 يوليو 2011          | ألمانيا   | 2       | السويد · فرنسا           |
| المجموع                                          |                        |           | 12      |                          |

## الخلافات
منتخب إيران للسيدات وثلاثة لاعبات أردنيات استُبعدوا من الدور الثاني في تصفيات المسابقة الأولمبية بسبب التمسك بلبس الحجاب. الفيفا حظر لبس الحجاب في 2007.